# Homington
Homington är en by i civil parish Coombe Bissett, i distriktet Wiltshire, i grevskapet Wiltshire, i England. Byn är belägen 4 km från Salisbury. Homington var en civil parish fram till 1934 när blev den en del av Coombe Bissett. Civil parish hade 134 invånare år 1931. Byn nämndes i Domedagsboken (Domesday Book) år 1086, och kallades då Humi(n)tone.